# Pycreus pyramidalis
Pycreus pyramidalis är en halvgräsart som beskrevs av Ethirajalu Govindarajalu. Pycreus pyramidalis ingår i släktet Pycreus och familjen halvgräs. Inga underarter finns listade i Catalogue of Life.